# Активни државни савјетник пореске службе Руске Федерације
Активни државни савјетник пореске службе Руске Федерације I, II и III ранга (рус. Действительный государственный советник налоговой службы Российской Федерации I, II и III ранга) је високи класни чинови државних службеника федералне државне службе Министарства Руске Федерације за порезе и приходе (2001—2006).

## Историја
Чин је установљен указом предсједника Руске Федерације од 19. јула 2001. бр. 876. Тим је указом установљено да се чин активног државног савјетника пореске службе Руске Федерације I ранга додјељује првим замјеницима министра Руске Федерације за порезе и приходе, II ранга замјеницима министра Руске Федерације за порезе и приходе и III ранга руководиоцима департмана Министарства Руске Федерације за порезе и приходе (министар Руске Федерације за порезе и приходе је државна дужност Руске Федерације, зато се њему чин не додјељује).
Указом предсједника Руске Федерације од 9. марта 2004. бр. 314 »О систему и структури федералних органа извршне власти« Министарство Руске Федерације за порезе и приходе је реформисано у Федералну пореску службу.
Од тада су чинови активног државног савјетника пореске службе Руске Федерације I, II и III ранга сматрани за чинове активног државног савјетника Руске Федерације 1, 2, и 3. класе.

## Извор
- Табела рангова Руске Федерације (језик: руски)